# Тонтон (Сомерсет)
Тонтон (англ. Taunton) — місто на південному заході Великої Британії, адміністративний центр графства Сомерсет. Населення міста станом на 2011 рік складало 69 570 осіб.
У місті розташований Коледж мистецтв та технологій Сомерсету — вищий навчальний заклад, утворений у 1974 році в результаті злиття Коледжу мистецтв Сомерсету та Технологічного коледжу.